# 岐阜商工信用組合
岐阜商工信用組合（ぎふしょうこうしんようくみあい）は、岐阜県岐阜市に本店を置く信用組合である。略称は「しょうしん」。

## 概要
岐阜市を中心とした岐阜県南部と愛知県北西部を営業エリアとして、本店は岐阜市に、支店は岐阜市、大垣市、各務原市、羽島市、関市、美濃加茂市、可児市、多治見市、瑞穂市、北方町、笠松町、岐南町、揖斐川町に有する。
2006年（平成18年）2月20日より十六銀行とATMの相互開放を実施。
2019年（平成31年）1月に移転した本部・本店の建物は、竹中工務店による設計・施工で、サステナブル建築物等先導事業（省CO2先導型）に採択、建築環境総合性能評価システム（CASBEE）でSランクを獲得、建築物省エネルギー性能表示制度（BELS）☆5を取得している。また、令和元年度岐阜市景観賞 都市景観建築物部門を受賞した。

## 沿革

しょうしん

- 1953年（昭和28年）9月21日 - 中小企業等協同組合法にもとづき、岐阜市柳ケ瀬通り5丁目において、設立。
- 1955年（昭和30年）5月 - 旧本店を岐阜市今沢町17番地へ移転。
- 1980年（昭和55年）9月 - 預金科目オンラインシステム稼働。
- 1983年（昭和58年）7月 - 預金量1,000億円達成。
- 1985年（昭和60年）6月 - 「しょうしんクラブ」発足。
- 1988年（昭和63年）8月 - 預金量1,500億円達成。
- 1990年（平成2年）7月 - 全国キャッシュサービス（MICS）提携
- 1991年（平成3年）3月 - 預金量2,000億円達成。融資量1,500億円達成。
- 2001年（平成13年）4月 - 組合内ネットワーク完成。
- 2003年（平成15年）7月 - 生命保険の窓口販売開始。
- 2009年（平成21年）5月 - 信用組合共同オンライン加盟。
- 2011年（平成23年）12月 - 「しょうしんインターネットバンキング」取扱開始。
- 2013年（平成25年）1月 - 預金量2,500億円達成。
- 2016年（平成28年）8月 - 東濃・加茂郡の営業エリア拡大。
- 2019年（平成31年）1月 - 本部・本店を岐阜市美江寺2丁目4番地3へ新築移転。
- 2021年（令和3年）4月 - 相続業務の外部委託開始。
- 2023年（令和5年）6月 - 愛知県北西部への営業エリア拡大。